# Марсала (вино)
 Тази статия е за вида вино.  За града в Италия вижте Марсала.  
Марсала е италианско ликьорно (подсилено) вино, което се произвежда в околностите на градовете Марсала и Трапани, на остров Сицилия, Италия.

## Технология
При производството на марсала ферментацията протича по обичайния начин, но една част от гроздето се оставя за направата на подслаждащ агент, наречен мистела (mistella) или кото (cotto). „Мистела“ се прави, като се смесват изсушени гроздови зърна с винен алкохол, а „кото“ – чрез топлинна редукция на гроздови зърна до получаването на гъст сироп. За вината Марсала е задължително да бъдат подсилени с винен алкохол. Те имат 17 – 20 % алкохолно, и 1,5 – 7 % захарно съдържание.

## Категории
Марсала вината се класифицират, в зависимост от характеристиките и продължителността на стареене, в следните категории:
- Fine – с най-малко една година отлежаване;
- Superiore – с минимум две години отлежаване;
- Superiore Riserva – с минимум четири години отлежаване;
- Vergine или Soleras – с минимум пет години отлежаване;
- Vergine или Soleras Stravecchio e Vergine или Soleras Riserva с минимум десет години отлежаване.

Произвеждат се и ароматизирани марки Марсала с аромат на банани, черен касис и др.

## Приложение в кулинарията
Често вината Марсала се използват за направа на различни коктейли, както и в сладкарската промишленост за производство на сладкарски изделия: тирамису, торти, сладкиши, десерти, кейкове и др.